# 錢岱
錢岱（1541年—1622年），字汝瞻，號秀峰，直隸蘇州府常熟縣人，民籍，明朝政治人物。

## 生平
隆慶元年（1567年）丁卯科應天鄉試第七十九名舉人，五年（1571年）中式辛未科會試第一百五十五名，三甲第三十名進士。工部觀政，初授广州府推官，行取，万历三年（1575年）七月考选授试监察御史，四年（1576年）八月實授湖广道御史。五年（1577年）奉命查刷光禄寺钱粮，六年巡按山东、九年巡按湖广，丁憂，以才干为張居正所知。及張居正败，以巡按湖广时为监临官，先期请張居正第六子赴试，萬曆十二年（1584年）被弹劾降三级调外任，十五年致仕。

## 家族
曾祖錢祀；祖父錢昇；父錢亨，母褚氏。具慶下。子錢時俊，萬曆甲辰進士；孫錢裔肅，字嗣美，順天乙卯舉人；孫錢裔禧，順治丁亥進士；曾孫錢祖壽，順治丁亥進士。